# John Roberts Sr.
John Roberts Sr. (* 12. Juni 1823 in Liverpool, England; † 27. März 1893 in Stratford, London) war ein walisischer English-Billiards-Spieler, Weltmeister, Billardlehrer und Sachbuchautor.

## Biografie

### Familie
John Roberts Sr. wurde als Sohn von David Roberts in eine walisische Familie geboren. Seine Eltern stammten ursprünglich aus der Gegend von Holywell in Flintshire. Roberts begann bereits im Alter von 9 Jahren mit dem Billardspiel; er war zu diesem Zeitpunkt noch nicht groß genug, um den Tisch richtig zu erreichen. Seine ersten Erfahrungen machte er der Überlieferung nach auf einem frühen Tisch der Firma Gillow mit Holzbett und Listenbanden. Schon in jungen Jahren war John ein so guter Spieler, dass er vielen erwachsenen Spielern Punkte abnehmen konnte. Sein Vater erfuhr erst davon, als sie eines Tages gegeneinander spielten; der Junge gewann mühelos mehrere Spiele hintereinander. Seinem Vater kam es jedoch nicht in den Sinn, dessen Fähigkeiten zu nutzen. Anstatt ihn zu fördern beschloss er, dass John einen Beruf erlernen sollte und gab ihn, etwa 12-jährig, bei einem Schreiner in die Lehre.
Am 25. März 1846 heiratete er Rebecca Chandler geb. Leach. Im darauffolgenden Jahr wurde sein Sohn John Jr. (1847–1919) geboren, der ebenfalls mehrfacher Weltmeister im English Billiards wurde. Weitere Kinder waren Emily (* 1849), Herbert (1855–1888), Jessie (Roberts) Cox (* 1859) und Charles (* 1862).

### Karriere
Etwa zwei Jahre nach dem Beginn seiner Lehre lief er von Zuhause weg, weil er beschlossen hatte, lieber Billard zu spielen. Er fand in Oldham, nördlich von Manchester, eine Anstellung als Billardmarker. Seine Aufgabe bestand darin, den Spielstand von Billardspielen festzuhalten. Dort spielte er öfter gegen einen als Pendleton Tom (Pendleton ist ein Stadtteil von Manchester) bekannten professionellen Spieler, den er regelmäßig besiegte. Nachdem er einige Zeit in Glasgow gearbeitet und sein Spiel verbessert hatte, kehrte Roberts 1845 nach Manchester zurück, wo er bis 1852 den Union Club Billardsalon leitete. 1861 zog er nach London, wo er bis zu seinem Tod lebte.

### Titelgewinn
1849 fühlte er sich in der Lage, den amtierenden Weltmeister Edwin (Jonathan) Kentfield herauszufordern, und reiste zu diesem Zweck nach Brighton, wo jener Besitzer des Subscription Billiard Room war. Er suchte ihn dort auf und spielte mit ihm Partien unter vier Augen. Nach einigem Abtasten einigten sich die beiden auf einen Einsatz von £ 1000, nach heutiger Kaufkraft mehr als 100.000 €, für ein Match. Das Spiel fand jedoch nie statt  – alle Bemühungen, den Wettkampf zu arrangieren, scheiterten. Kentfield, wesentlich älter als Roberts, lehnte ab und zog sich zurück. Roberts wurde Champion und behielt den Titel unangefochten, bis er schließlich 1870 gegen seinen eigenen Schüler William Cook verlor.

### Gründung derBilliard Association
1885 fand in den Büros von The Sportsman’s, einer Sportzeitung, eine Versammlung statt. Dabei wurde eine Überarbeitung der Billardregeln erörtert. Den Vorsitz hatte A. H. Collins-Orme und die meisten führenden Billardprofis nahmen daran teil. Die Billiard Association wurde gegründet und zehn Spieler, darunter John Roberts Jr., Roberts Sr. und Joseph Bennett wurden mit der Ausarbeitung eines neuen Regelwerks für English Billiards beauftragt.

### Tod
Roberts starb am 27. März 1893 in seinem Haus in der Nähe der Romford Road in Stratford, London. Er wurde auf dem City of London Cemetery and Crematorium, Newham beerdigt.

### Sonstiges
Er war manchmal unter dem Spitznamen Liverpool Jack bekannt. Sein höchstes aufgezeichnetes Break war 346, gespielt im Jahr 1862. In seiner Blütezeit konnte Roberts angeblich andere Spieler schlagen, die einen normalen Queue benutzten, während er selbst einen angepassten Gehstock verwendete. Roberts unternahm 1864 bis 1865 eine Spieltour durch Australien und Neuseeland.

## Erfolge
- English-Billiards-Weltmeisterschaft:  1849  1870

## Veröffentlichungen
- Er war der Autor von „Roberts on Billiards“ (herausgegeben von Henry Buck), 1869.